# Dompierre-sur-Nièvre
Dompierre-sur-Nièvre és un municipi francès, situat al departament del Nièvre i a la regió de Borgonya - Franc Comtat. L'any 2007 tenia 172 habitants.

## Demografia

### Població
El 2007 la població de fet de Dompierre-sur-Nièvre era de 172 persones. Hi havia 80 famílies, de les quals 32 eren unipersonals (16 homes vivint sols i 16 dones vivint soles), 20 parelles sense fills, 20 parelles amb fills i 8 famílies monoparentals amb fills.
La població ha evolucionat segons el següent gràfic:
Habitants censats

### Habitatges
El 2007 hi havia 149 habitatges, 86 eren l'habitatge principal de la família, 51 eren segones residències i 12 estaven desocupats. 139 eren cases i 4 eren apartaments. Dels 86 habitatges principals, 68 estaven ocupats pels seus propietaris, 15 estaven llogats i ocupats pels llogaters i 3 estaven cedits a títol gratuït; 5 tenien una cambra, 14 en tenien dues, 14 en tenien tres, 20 en tenien quatre i 33 en tenien cinc o més. 56 habitatges disposaven pel capbaix d'una plaça de pàrquing. A 50 habitatges hi havia un automòbil i a 24 n'hi havia dos o més.

### Piràmide de població
La piràmide de població per edats i sexe el 2009 era:
| Homes | Edats   | Dones |
| ----- | ------- | ----- |
| 0     | 95 o +  | 0     |
| 0     | 90 a 94 | 0     |
| 4     | 85 a 89 | 0     |
| 0     | 80 a 84 | 4     |
| 4     | 75 a 79 | 0     |
| 4     | 70 a 74 | 4     |
| 0     | 65 a 69 | 0     |
| 0     | 60 a 64 | 0     |
| 0     | 55 a 59 | 0     |
| 0     | 50 a 54 | 4     |
| 0     | 45 a 49 | 4     |
| 4     | 40 a 44 | 0     |
| 4     | 35 a 39 | 4     |
| 0     | 30 a 34 | 4     |
| 0     | 25 a 29 | 0     |
| 0     | 20 a 24 | 0     |
| 8     | 15 a 19 | 0     |
| 0     | 10 a 14 | 4     |
| 0     | 5 a 9   | 8     |
| 4     | 0 a 4   | 0     |

## Economia
El 2007 la població en edat de treballar era de 108 persones, 68 eren actives i 40 eren inactives. De les 68 persones actives 63 estaven ocupades (36 homes i 27 dones) i 5 estaven aturades (3 homes i 2 dones). De les 40 persones inactives 13 estaven jubilades, 3 estaven estudiant i 24 estaven classificades com a «altres inactius».

### Ingressos
El 2009 a Dompierre-sur-Nièvre hi havia 86 unitats fiscals que integraven 180,5 persones, la mediana anual d'ingressos fiscals per persona era de 16.620 €.

### Activitats econòmiques
Dels 6 establiments que hi havia el 2007, 1 era d'una empresa de construcció, 4 d'empreses de comerç i reparació d'automòbils i 1 d'una empresa d'hostatgeria i restauració.
L'únic servei als particulars que hi havia el 2009 era un electricista.
L'any 2000 a Dompierre-sur-Nièvre hi havia 4 explotacions agrícoles.

## Poblacions més properes
El següent diagrama mostra les poblacions més properes.